# Jonas Reckermann
Jonas Reckermann, född 26 maj 1979 i Rheine, är en tysk idrottare som delar i beachvolleyboll. Tillsammans med Julius Brink blev han 2009 världsmästare och 2012 olympisk guldmedaljör.
Reckermann började med vanlig volleyboll och bytte sedan till beachvolleyboll.